# Ulm/Neu-Ulm Touristik
Die Ulm/Neu-Ulm Touristik GmbH (UNT) ist die gemeinsame touristische Vermarktungs- und Organisationsgesellschaft der Städte Ulm (Baden-Württemberg) und Neu-Ulm (Bayern). Sie bündelt touristische Services, entwickelt Marketingstrategien und fungiert als zentrale Anlaufstelle für Besucherinformationen, Gästeführungen, Veranstaltungen und Kampagnen.

## Geschichte
Die UNT wurde 1993 gegründet und operiert als GmbH im Eigentum der beiden Städte. Seit 2023 arbeitet sie nach einem erstmals gemeinsam mit zahlreichen lokalen Akteuren entwickelten Tourismuskonzept, das strategische Ziele bis 2030 definiert.

## Aufgaben und Leistungen
Die UNT hat als kommunale Gesellschaft für Tourismusmarketing den Auftrag, den Wirtschaftsfaktor Tourismus zu stärken, viele (Tages-)Gäste zu gewinnen und sie möglichst lange mit gutem Service vor Ort zu halten. Die Gesellschaft präsentiert Sehenswürdigkeiten, Veranstaltungen, Tagungs- und Kongressangebote, Hotels und Restaurants, Kultur- und Freizeiteinrichtungen.
Die UNT will außerdem Partner vor Ort für ihre Themen gewinnen.
Zu den konkreten Leistungen zählen:
- Touristische Vermarktung von Sehenswürdigkeiten, Kulturangeboten, Veranstaltungen, Tagungsstandorten und gastronomischen Einrichtungen
- Serviceangebote wie Gästeführungen, individuelle Reiseprogramme, Ticket- und Hotelbuchungen sowie Souvenirverkauf
- Entwicklung und Vertrieb der UlmCard, einem Kombi-Ticket für Museen, Führungen und ÖPNV[3]
- Koordination von Projekten wie Social-Media-Kampagnen, touristischen Großveranstaltungen (z. B. Donaufest, Weihnachtsmärkte) und Kooperationen mit regionalen Partnern

## Strategische Ausrichtung
Das Tourismuskonzept 2023 basiert auf drei Erlebnisprofilen:
1. Kunst & Kultur – Museen, Theater, Ausstellungen, Festivals
2. Baukultur & Stadtgeschichte – Ulmer Münster, Bundesfestung, historische Altstadt
3. Stadtflair & Szene – Gastronomie, Shopping, Stadtfeste, urbane Kultur

## Wirtschaftliche Bedeutung
Der Tourismus ist ein bedeutender Wirtschaftsfaktor für Ulm/Neu-Ulm:
- 2023: ca. 12 Mio. Tagesgäste, 2 Mio. Übernachtungen, 723 Mio. € Bruttoumsatz, 340 Mio. € touristische Wertschöpfung, 9.900 Arbeitsplätze[1].
- 2024: 1,11 Mio. Übernachtungen (+4,2 %), 635.661 Gästeankünfte (+5,2 %), Wertschöpfung ca. 350 Mio. €, Bettenauslastung knapp 49 %[2].

Knapp ein Drittel der Gäste kommen aus internationalen Quellmärkten, besonders aus den Niederlanden, Schweiz, Italien, Österreich und Belgien.

## Kooperationen und Netzwerk
Aufgrund ihrer geografischen Lage in zwei Bundesländern ist die UNT in zahlreiche Netzwerke und Verbände eingebunden, darunter:
- Schwäbische Alb Tourismusverband
- Tourismusverband Allgäu/Bayerisch-Schwaben
- Arbeitsgemeinschaft Deutsche Donau
- Oberschwaben Tourismus GmbH
- RDA – Ring Deutscher Autobusunternehmer
- Skal International (Club Stuttgart)
- Ulmer City Marketing e.V.
- Wir sind Neu-Ulm (W.I.N.)
- Marketingkreis Städtetourismus bei der Tourismus Marketing GmbH Baden-Württemberg
- Tagungspool Ulm/Neu-Ulm
- Service Qualität Deutschland
- Zweilandstadt
- Forte Cultura
- Danube Pearls